# Preuilly-la-Ville
Pour les articles homonymes, voir Preuilly et Ville (homonymie).
Preuilly-la-Ville est une commune française située dans le département de l'Indre, en région Centre-Val de Loire.

## Géographie

### Localisation
La commune est située dans l'ouest du département, dans la région naturelle du Blancois, au sein du parc naturel régional de la Brenne.
Les communes limitrophes sont : Lurais (2 km), Fontgombault (3 km) et Tournon-Saint-Martin (4 km), Pouligny-Saint-Pierre (5 km).
Les communes chefs-lieux et préfectorales sont : Le Blanc (10 km), Châteauroux (57 km), La Châtre (79 km) et Issoudun (82 km).

### Hameaux et lieux-dits
Les hameaux et lieux-dits de la commune sont : le Querroir, les Cossetteries, les Crétignières et le Prépicault.

### Géologie et hydrographie
La commune est classée en zone de sismicité 2, correspondant à une sismicité faible.
Le territoire communal est arrosé par les rivières Creuse et Suin.

### Climat
Pour des articles plus généraux, voir Climat du Centre-Val de Loire et Climat de l'Indre.
En 2010, le climat de la commune est de type climat océanique dégradé des plaines du Centre et du Nord, selon une étude du CNRS s'appuyant sur une série de données couvrant la période 1971-2000. En 2020, Météo-France publie une typologie des climats de la France métropolitaine dans laquelle la commune est exposée à un climat océanique altéré et est dans la région climatique Poitou-Charentes, caractérisée par un bon ensoleillement, particulièrement en été et des vents modérés.
Pour la période 1971-2000, la température annuelle moyenne est de 11,8 °C, avec une amplitude thermique annuelle de 14,8 °C. Le cumul annuel moyen de précipitations est de 748 mm, avec 11,4 jours de précipitations en janvier et 6,8 jours en juillet. Pour la période 1991-2020, la température moyenne annuelle observée sur la station météorologique de Météo-France la plus proche, sur la commune du Blanc à 10 km à vol d'oiseau, est de 12,9 °C et le cumul annuel moyen de précipitations est de 776,4 mm,. Pour l'avenir, les paramètres climatiques de la commune estimés pour 2050 selon différents scénarios d'émission de gaz à effet de serre sont consultables sur un site dédié publié par Météo-France en novembre 2022.

### Voies de communication et transports
Le territoire communal est desservi par les routes départementales : 61, 62, 62A, 62B et 950
.
La gare ferroviaire la plus proche est la gare de Châtellerault, à 39 km.
Preuilly-la-Ville est desservie par la ligne P du Réseau de mobilité interurbaine.
L'aéroport le plus proche est l'aéroport de Châteauroux-Centre, à 70 km.
Le territoire communal est traversé par le sentier de grande randonnée de pays de la Brenne et par la voie verte des Vallées.

## Urbanisme

### Typologie
Au 1er janvier 2024, Preuilly-la-Ville est catégorisée commune rurale à habitat dispersé, selon la nouvelle grille communale de densité à sept niveaux définie par l'Insee en 2022.
Elle est située hors unité urbaine. Par ailleurs la commune fait partie de l'aire d'attraction du Blanc, dont elle est une commune de la couronne,. Cette aire, qui regroupe 23 communes, est catégorisée dans les aires de moins de 50 000 habitants,.

### Occupation des sols
L'occupation des sols de la commune, telle qu'elle ressort de la base de données européenne d’occupation biophysique des sols Corine Land Cover (CLC), est marquée par l'importance des territoires agricoles (76,5 % en 2018), une proportion identique à celle de 1990 (76,5 %). La répartition détaillée en 2018 est la suivante : 
terres arables (41,1 %), zones agricoles hétérogènes (35,4 %), forêts (23,5 %). L'évolution de l’occupation des sols de la commune et de ses infrastructures peut être observée sur les différentes représentations cartographiques du territoire : la carte de Cassini (XVIIIe siècle), la carte d'état-major (1820-1866) et les cartes ou photos aériennes de l'IGN pour la période actuelle (1950 à aujourd'hui).

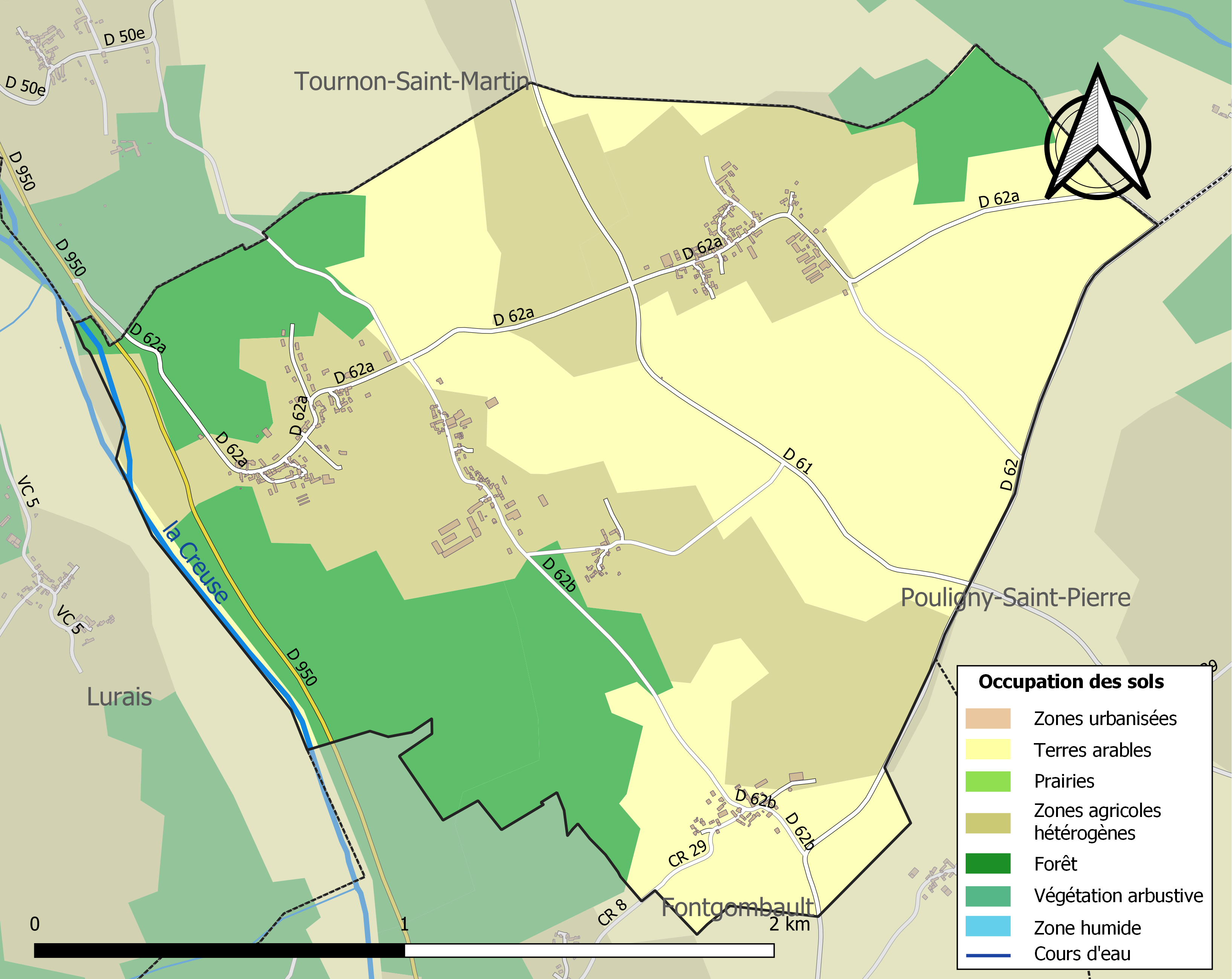
Carte des infrastructures et de l'occupation des sols de la commune en 2018 (CLC).

### Logement
Le tableau ci-dessous présente le détail du secteur des logements de la commune :
| Date du relevé                                              | 2013   |
| Nombre total de logements                                   | 111    |
| Résidences principales                                      | 70,5 % |
| Résidences secondaires                                      | 15,7 % |
| Logements vacants                                           | 13,9 % |
| Part des ménages propriétaires de leur résidence principale | 85,7 % |

### Risques majeurs
Le territoire de la commune de Preuilly-la-Ville est vulnérable à différents aléas naturels : météorologiques (tempête, orage, neige, grand froid, canicule ou sécheresse), inondations et séisme (sismicité faible). Il est également exposé à un risque technologique, la rupture d'un barrage. Un site publié par le BRGM permet d'évaluer simplement et rapidement les risques d'un bien localisé soit par son adresse soit par le numéro de sa parcelle.

#### Risques naturels
Certaines parties du territoire communal sont susceptibles d’être affectées par le risque d’inondation par débordement de cours d'eau, notamment La commune a été reconnue en état de catastrophe naturelle au titre des dommages causés par les inondations et coulées de boue survenues en 1982, 1990 et 1999,.

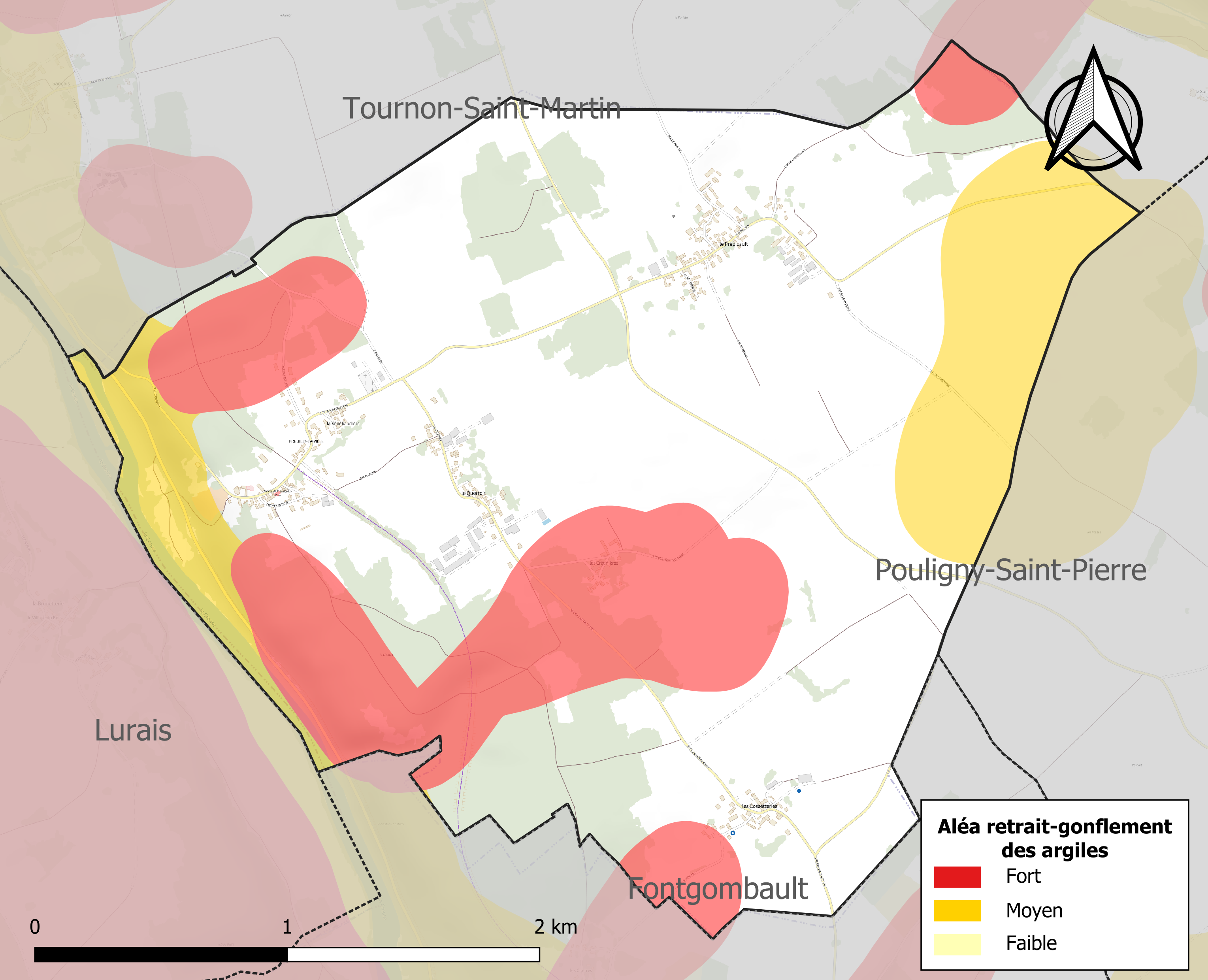
Carte des zones d'aléa retrait-gonflement des sols argileux de Preuilly-la-Ville.

Le retrait-gonflement des sols argileux est susceptible d'engendrer des dommages importants aux bâtiments en cas d’alternance de périodes de sécheresse et de pluie. 33,1 % de la superficie communale est en aléa moyen ou fort (84,7 % au niveau départemental et 48,5 % au niveau national). Sur les 110 bâtiments dénombrés sur la commune en 2019, 12 sont en aléa moyen ou fort, soit 11 %, à comparer aux 86 % au niveau départemental et 54 % au niveau national. Une cartographie de l'exposition du territoire national au retrait gonflement des sols argileux est disponible sur le site du BRGM,.
Concernant les mouvements de terrains, la commune a été reconnue en état de catastrophe naturelle au titre des dommages causés par des mouvements de terrain en 1999.

#### Risques technologiques
La commune est en outre située en aval du Barrage d'Éguzon, de classe A et faisant l'objet d'un PPI, mis en eau en 1926, d’une hauteur de 58 mètres et retenant un volume de 57,3 millions de mètres cubes. À ce titre elle est susceptible d’être touchée par l’onde de submersion consécutive à la rupture de cet ouvrage.

## Toponymie
En fait, on ne devrait pas écrire Preuilly-la-ville, ce dernier mot semblant dérisoire pour un bourg aussi peu important, mais Preuilly la villa, ce qui serait conforme à l'origine de la commune. Le mot original étant Villa Proliacus, c'est-à-dire la villa d'un nommé Proliacus. Le mot villa, d'influence germanique, signifie « domaine rural », soit une ferme avec sa maison de maître et ses dépendances. Par conséquent, les logements des ouvriers et de tous les corps de métier qui en assuraient l'exploitation. Petit à petit, ces villas arrivaient à former de véritables agglomérations ; tel fut le cas de la villa de Preuilly.
La plus ancienne mention de la villa de Proliacus date de 936, dans une charte du cartulaire de l'abbaye de Saint-Cyprien de Poitiers. On y trouve écrit que cette villa appartenait à la dite abbaye et se trouvait située en Poitou ; ce n'est que vers 970 que Preuilly la Ville sera placé en Berry.
En 1254, on trouve mentionné Prullet et de Prulhiacio, en 1359 Pruilhi, en 1560 Preuilly la Ville.
Durant la Révolution française, pour suivre le décret de la Convention du 25 vendémiaire an II invitant les communes ayant des noms pouvant rappeler les souvenirs de la royauté, de la féodalité ou des superstitions, à les remplacer par d'autres dénominations, la commune change de nom pour Preuilly-les-Roches.
Origine : village perché au sommet d'un coteau rocheux, dominant la vallée de la Creuse, dans un beau cadre de verdure.
En 2004 un référendum a eu lieu dans la commune afin de retenir un gentilé. Le nom choisi a été Preuillavillois.

## Histoire
Jacques-Marie Rougé, dans son « Folklore de la Touraine », nous apprend qu'autrefois se trouvait « dans le grenier de la cure, saint Grenouillard, auquel on apportait des marmots en cire pour avoir des enfants ».
De nos jours, ce n'est plus qu'un petit bourg agricole, dont la population n'a cessé de décroître. En cent ans, la commune a perdu près de la moitié de ses habitants.
La commune fut rattachée 1973 à 2015 au canton de Tournon-Saint-Martin.

## Politique et administration
La commune dépend de l'arrondissement du Blanc, du canton du Blanc, de la première circonscription de l'Indre et de la communauté de communes Brenne - Val de Creuse.
| Période                                  | Période    | Identité            | Étiquette | Qualité  |
| ---------------------------------------- | ---------- | ------------------- | --------- | -------- |
| 1944                                     | mai 1945   | Gustave Brunet      | ?         | ?        |
| mai 1945                                 | mars 1977  | Henri Lauzanne      | ?         | ?        |
| mars 1977                                | juin 1995  | Jacques Maurousset  | ?         | ?        |
| juin 1995                                | mars 2008  | Michel Berthommier  | ?         | ?        |
| mars 2008                                | avril 2010 | Christian Gaulthier | ?         | Retraité |
| avril 2010                               | 2020       | Jean-Paul Guillot   | DVG       | Retraité |
| 2020                                     | En cours   | Alain Marie Rembaut |           |          |
| Les données manquantes sont à compléter. |            |                     |           |          |

## Population et société

### Démographie
L'évolution du nombre d'habitants est connue à travers les recensements de la population effectués dans la commune depuis 1793. Pour les communes de moins de 10 000 habitants, une enquête de recensement portant sur toute la population est réalisée tous les cinq ans, les populations de référence des années intermédiaires étant quant à elles estimées par interpolation ou extrapolation. Pour la commune, le premier recensement exhaustif entrant dans le cadre du nouveau dispositif a été réalisé en 2005.

En 2022, la commune comptait 151 habitants, en évolution de −7,93 % par rapport à 2016 (Indre : −3 %, France hors Mayotte : +2,11 %).
| 1793 | 1800 | 1806 | 1821 | 1831 | 1836 | 1841 | 1846 | 1851 |
| ---- | ---- | ---- | ---- | ---- | ---- | ---- | ---- | ---- |
| 415  | 369  | 348  | 346  | 357  | 348  | 353  | 375  | 354  |

| 1856 | 1861 | 1866 | 1872 | 1876 | 1881 | 1886 | 1891 | 1896 |
| ---- | ---- | ---- | ---- | ---- | ---- | ---- | ---- | ---- |
| 372  | 370  | 375  | 345  | 332  | 320  | 301  | 282  | 293  |

| 1901 | 1906 | 1911 | 1921 | 1926 | 1931 | 1936 | 1946 | 1954 |
| ---- | ---- | ---- | ---- | ---- | ---- | ---- | ---- | ---- |
| 262  | 253  | 255  | 213  | 203  | 221  | 224  | 224  | 203  |

| 1962 | 1968 | 1975 | 1982 | 1990 | 1999 | 2005 | 2006 | 2010 |
| ---- | ---- | ---- | ---- | ---- | ---- | ---- | ---- | ---- |
| 210  | 183  | 156  | 160  | 148  | 131  | 157  | 160  | 168  |

| 2015 | 2020 | 2022 | - | - | - | - | - | - |
| ---- | ---- | ---- | - | - | - | - | - | - |
| 166  | 154  | 151  | - | - | - | - | - | - |

### Enseignement
La commune dépend de la circonscription académique du Blanc.

### Manifestations culturelles et festivités
La Fête de la moisson, a lieu tous les ans, le premier week-end d'août. Moisson à l'ancienne, défilé d'un mariage au XIXe siècle, exposition de vieux tracteurs, dîner dansant, feu d'artifice, fête foraine.

### Médias
La commune est couverte par les médias suivants : La Nouvelle République du Centre-Ouest, Le Berry républicain, L'Écho - La Marseillaise, La Bouinotte, Le Petit Berrichon, France 3 Centre-Val de Loire, Berry Issoudun Première, Vibration, Forum, France Bleu Berry et RCF en Berry.

## Économie
La commune se situe dans l’aire urbaine du Blanc, dans la zone d’emploi du Blanc et dans le bassin de vie du Blanc.
La commune se trouve dans l'aire géographique et dans la zone de production du lait, de fabrication et d'affinage des fromages Pouligny-saint-pierre et Sainte-maure-de-touraine.

## Culture locale et patrimoine
- Église Saint-Pierre : citée dès le Xe siècle. Dépendance de l'abbaye Saint-Cyprien de Poitiers, puis de l'abbaye de Fontgombault dès le XIIe siècle. Restaurée au XIXe siècle après l'effondrement de la nef.
- Monument aux morts
- Pigeonnier[41] (XVIIe siècle)

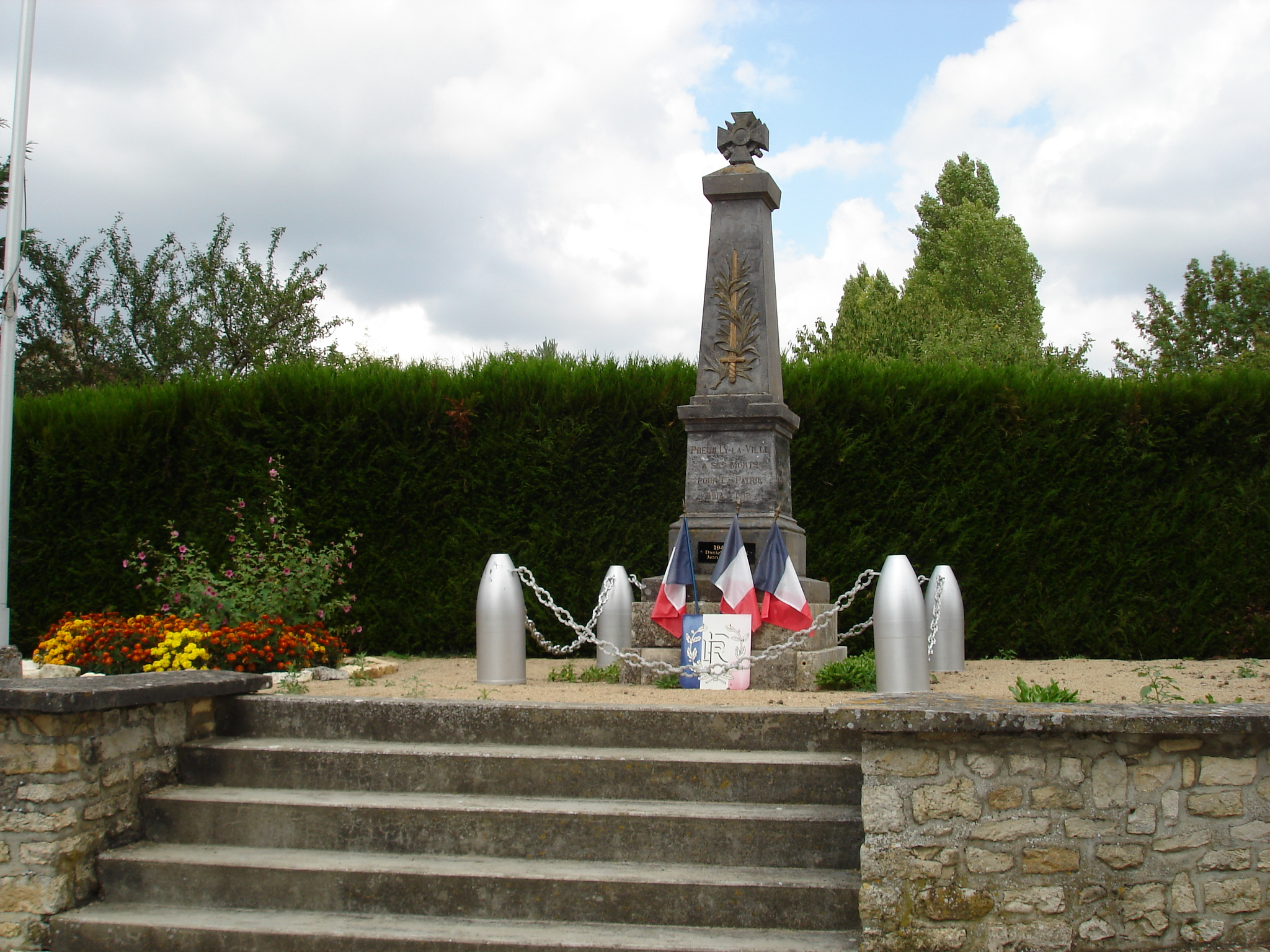
Le monument aux morts en 2011.